# 卡雷加利古雷
卡雷加利古雷（義大利語：Carrega Ligure），是意大利亚历山德里亚省的一个市镇。总面积56.67平方公里，人口87人，人口密度1.5人/平方公里（2009年）。ISTAT代码为006034。